# Honda Jazz
La Honda Jazz est une automobile du constructeur japonais Honda dont la première version est commercialisée en 2001. Elle est appelée Fit dans de nombreux pays. Ce modèle se caractérise par sa silhouette à mi-chemin entre la citadine polyvalente et le minispace.

## Honda Jazz/City (AA)

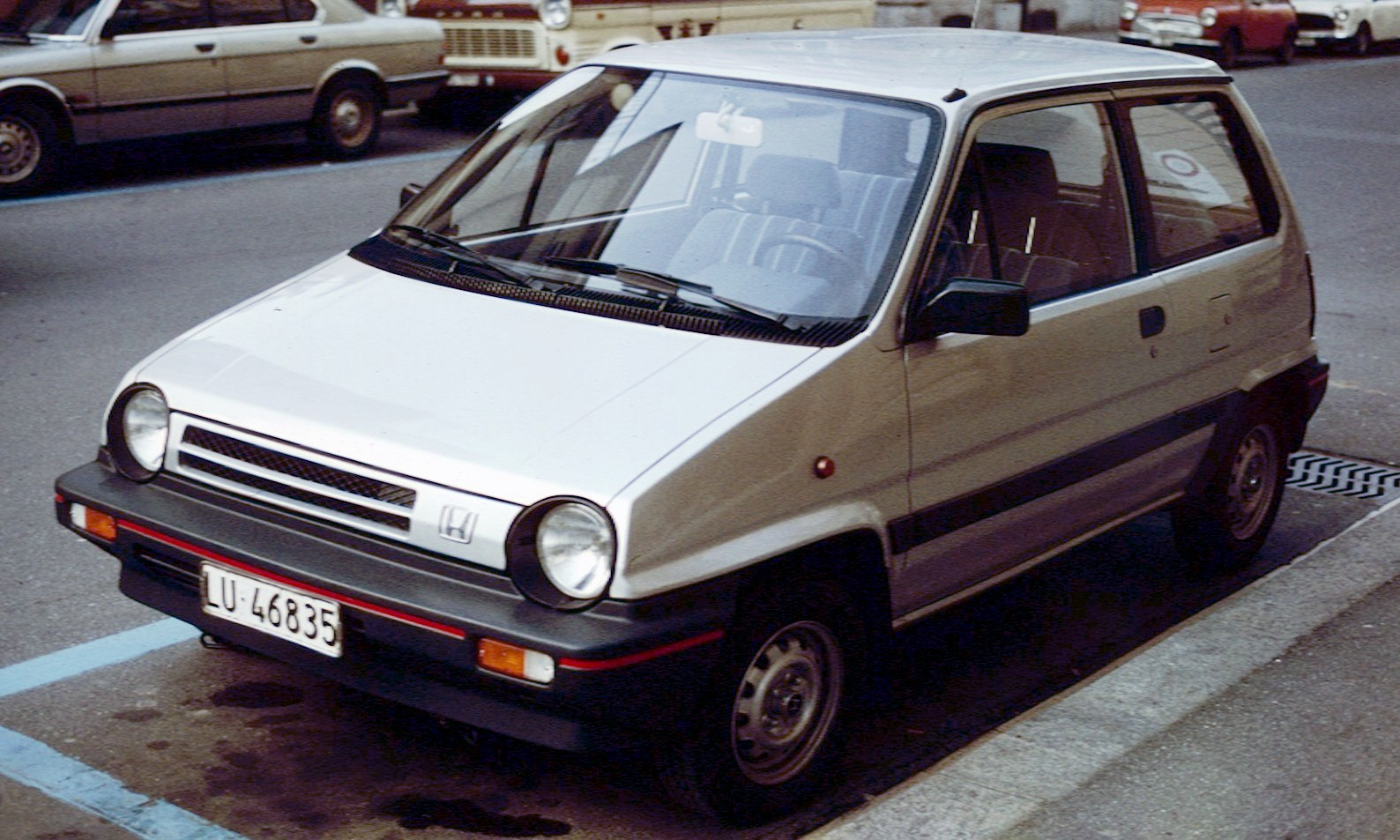
Une « Honda Jazz » dans les années 1980.

« Honda Jazz » est également le nom sous lequel a été commercialisé en Europe la Honda City de première génération.

## Première génération (2001-2008)
Sortie en 2001 au Japon, il faut plusieurs années avant que le modèle ne soit vendu partout dans le monde. Elle apparaît en Europe début 2002 et en Australie fin 2002 ; elle sera commercialisée en Chine en 2004, au Mexique en 2005 et en Amérique du Nord à la fin de 2006 (en tant qu'année-modèle 2007).
Honda envisageait d'appeler ce modèle « Fitta » mais finalement utilisa le nom plus court « Fit » et donna le nom de « Jazz » sur d'autres marchés. Entre autres, ce choix est dû au fait que « Fitta » signifie « vulve » en argot de plusieurs langues nordiques.
En France, la Jazz est d'abord commercialisée avec moteur 1.2 de 78 ch. La gamme est rapidement complétée par un 1.4 83 ch équipé d'une boîte automatique à variation continue à 7 rapports (une première pour une citadine) et palettes aux volant.
Les premières années, la Jazz est exportée de Suzuka, au Japon, vers l'Europe. Des Jazz par la suite importées de Chine: il s'agit de la première automobile d'une marque non-chinoise exportée de Chine vers les marchés d'Europe de l'Ouest.

### Dérivés
La Honda Jazz de première génération a connu une version tricorps 4 portes, la Honda Fit Aria, connue sur la plupart des marchés comme la Honda City de quatrième génération. Elle est fabriquée dans de nombreux pays d'Asie (Japon, Chine, Pakistan, Malaisie, Inde, Philippines), principalement pour alimenter la demande locale. 
Une version break de la Fit Aria est également vendue au Japon, elle est nommée Honda Airwave et possède elle-même un dérivé utilitaire, le Honda Partner.

## Deuxième génération (2007-2014)
La deuxième génération est présentée au Salon de l'automobile de Tokyo 2007. Elle est lancée au Japon en octobre de cette même année.
Elle est commercialisée l'année suivante sur les autres marchés. Le modèle arrive en Europe fin 2008. Les premiers exemplaires proviennent du Japon, puis dès octobre 2009, de l'usine britannique de Honda, localisée à Swindon, dans le Wiltshire.
De sa devancière, la Jazz deuxième génération conserve son habitacle comprenant notamment une banquette arrière rabattable, dont l'assise peut se relever (comme des sièges de cinéma) permettant d'installer des objets encombrants en hauteur. La ligne, proche de celle de sa devancière, est désormais presque monovolume.
Au Japon, la Jazz est livrable en boîte manuelle ou automatique à variateur CVT. Aux États-Unis, la boîte CVT laisse place à une automatique classique à convertisseur, tandis qu'en Europe, l'alternative à la boîte manuelle ordinaire sur la Jazz est une boîte manuelle robotisée à simple embrayage.
En 2010, Honda présente au Salon de l'automobile de Los Angeles un concept-car d'une version 100% électrique, nommé Honda Fit EV Concept.
En Europe, un restylage intervient en février 2011. L'aérodynamique du modèle est améliorée. Honda dote également sa Jazz d'une nouvelle version hybride, qui entre en concurrence directe avec la Toyota Yaris III HSD, seule offre comparable sur le segment B. Ce modèle hybride est lancé au Japon quelques semaines plus tôt, en octobre 2010.
En juillet 2012, Honda commercialise aux États-Unis la Honda Fit EV en version de série. Le modèle est commercialisé dans des quantités très limitées aux États-Unis et au Japon, jusqu'en 2015.

### Honda Fit Shuttle
La Jazz dispose d'une déclinaison break à partir de mai 2011. Appelée Honda Fit Shuttle, elle atteint 4 mètres 41 de long et succède à la Honda Airwave (qui était basée sur la Fit Aria, dérivé tricorps de la Fit). La Fit Shuttle est un modèle uniquement commercialisé au Japon est disponible en essence et en hybride. Il peut avoir 2 ou 4 roues motrices.

Lors de son restylage, la longueur du véhicule diminue à 4,39 mètres. La production cesse en 2015, date de lancement d'une nouvelle génération de Fit Shuttle, qui s'appelle simplement Shuttle.

## Troisième génération (2013-2020)
La troisième génération de la Honda Jazz est lancée fin 2013 au Japon et fin 2015 en Europe. Elle partage sa plate-forme avec le crossover HR-V. Les modèles vendus en Europe sont construits au Japon sur les chaînes de la nouvelle usine ultra-moderne de Yorii, située près de Tokyo.
Elle n'est proposée en Europe qu'avec une seule motorisation : un moteur essence VTEC de 102 ch à distribution variable de 1 318 cm3 équipé d'une boîte de vitesses manuelle à six rapports ou d'une boite automatique à variateur qui peut être également pilotée selon sept vitesses programmées commandées par des palettes au volant.
Les modèles pour le marché américain (Honda Fit) reçoivent le moteur essence de 1 498 cm3 développant 130 ch (monté en Europe sur le HR-V) et sont également proposés dans une version tout électrique.
Le volume intérieur de la Jazz III, qui utilise le même principe d'assises de sièges arrière relevables que la Jazz II, a bénéficié de l'allongement de l'empattement tandis que le réservoir placé au milieu de l'habitacle libère une habitabilité record pour sa catégorie.
Tous les modèles bénéficient de la coupure du moteur à l'arrêt (Auto Stop) et de nombreux dispositifs électroniques d'aide à la conduite.

### Phase 2
En 2017, elle reçoit un léger restylage : la calandre et les boucliers sont redessinés. La Jazz se pare d'une nouvelle teinte, la Skyride Blue.
En 2019, Honda annonce la sortie d'une nouvelle génération de son modèle Jazz dont la commercialisation débutera en 2020. Cette nouvelle mouture adopte davantage un style SUV et embarque le fameux système i-MMD de l'Insight. Cette technologie va permettre de réduire la consommation du véhicule à 4,5 l/100 km.
En Europe, elle est remplacée en 2020 par une nouvelle génération de Jazz.
La Jazz de troisième génération poursuit sa carrière sur plusieurs marchés après la présentation de la quatrième génération. Ainsi, la production perdure en Thaïlande et en Malaisie jusqu'en octobre 2021, et au Brésil jusqu'en novembre de la même année. Elle reste alors produite en Inde.
Dans de nombreux pays émergents, la Jazz de troisième génération n'est pas remplacée par la nouvelle mouture, qui est considérablement montée en gamme, mais par une version 5 portes de la Honda City.

### Finitions
- Elegance
- Executive
- Executive Navi
- Exclusive
- Exclusive Navi

### Honda Shuttle
Comme sur la précédente génération, Honda commercialise au Japon et sur quelques marchés d'Asie de l'Est et du Sud-Est une version break de la Jazz sur cette troisième génération. Son nom perd son affiliation avec la citadine dont elle dérive, puisqu'elle s'appelle désormais Honda Shuttle, et non plus Honda Fit Shuttle.
Toujours fabriqué à Yorii, au Japon, le lancement du véhicule intervient en 2015. Le modèle reste disponible en version thermique essence et hybride essence. Il conserve son option 4 roues motrices.
Un restylage intervient en 2019. Il est reconnaissable à de nouveaux boucliers à l'avant et à l'arrière, ainsi que de nouveaux feux arrière, plus imposants.

## Quatrième génération (2020-)
La quatrième génération de la Honda Jazz est présentée au salon de l'automobile de Tokyo 2019 et la première mouture à être uniquement disponible en hybride « e:Technology » en Europe (des motorisations thermiques non-électrifiées sont commercialisées en Asie). Cette génération se focalise sur les marchés japonais, chinois et européen. Elle est également commercialisée dans quelques autres pays, tels que la Nouvelle-Zélande, Singapour, l'Afrique du Sud et Taïwan. Contrairement à la précédente génération qui était un modèle mondial, cette quatrième génération n'est plus commercialisée sur les marchés émergents, ni en Australie ou sur le continent américain.

### Présentation
La nouvelle Jazz est présentée en deux versions, une standard conservant une ligne de monospace urbain, et une seconde aux allures de baroudeuse appelée « Crosstar » avec une garde au sol rehaussée, des barres de toit et des protections de carrosserie.

Honda Jazz IV phase 1
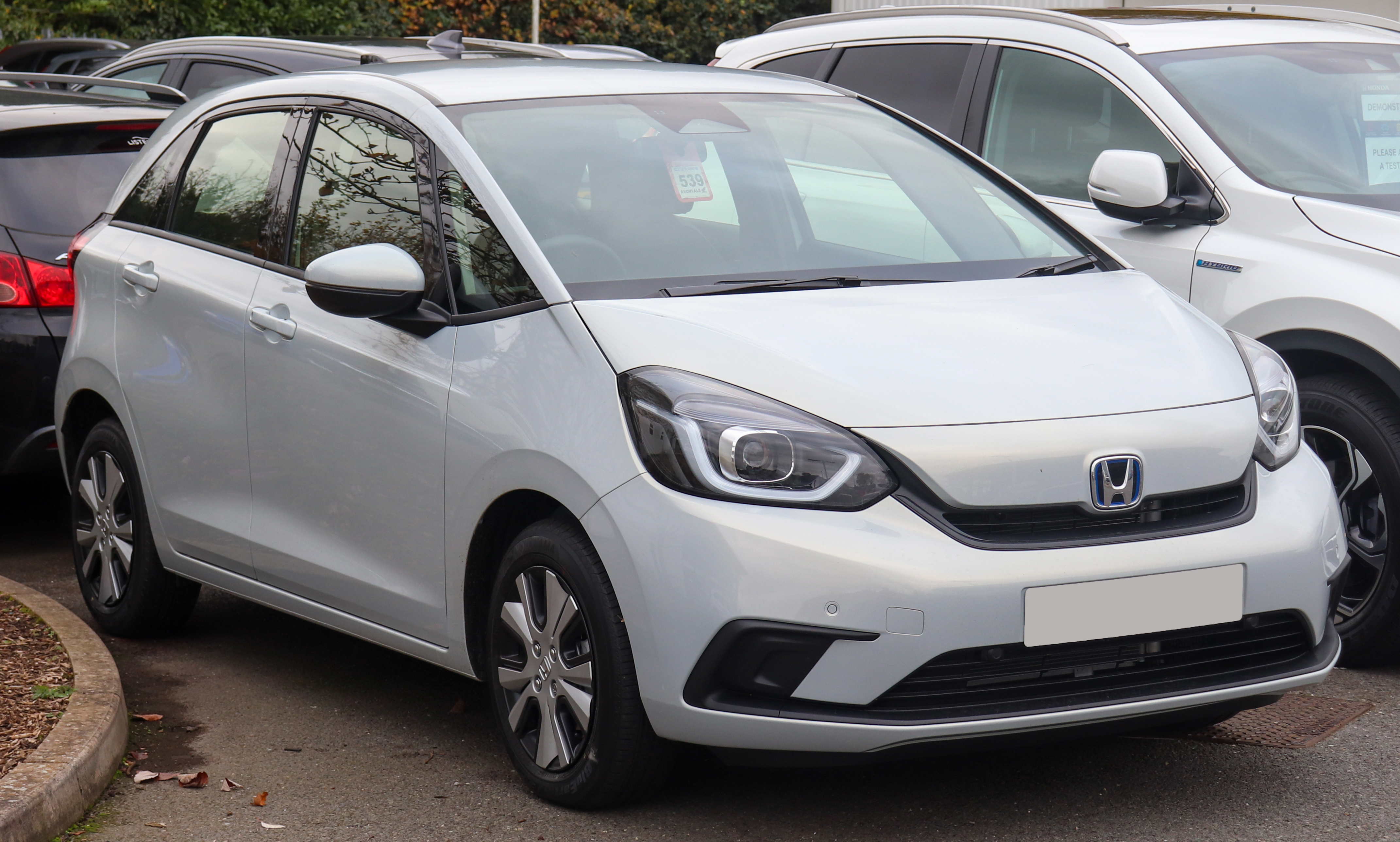
Vue de l'avant
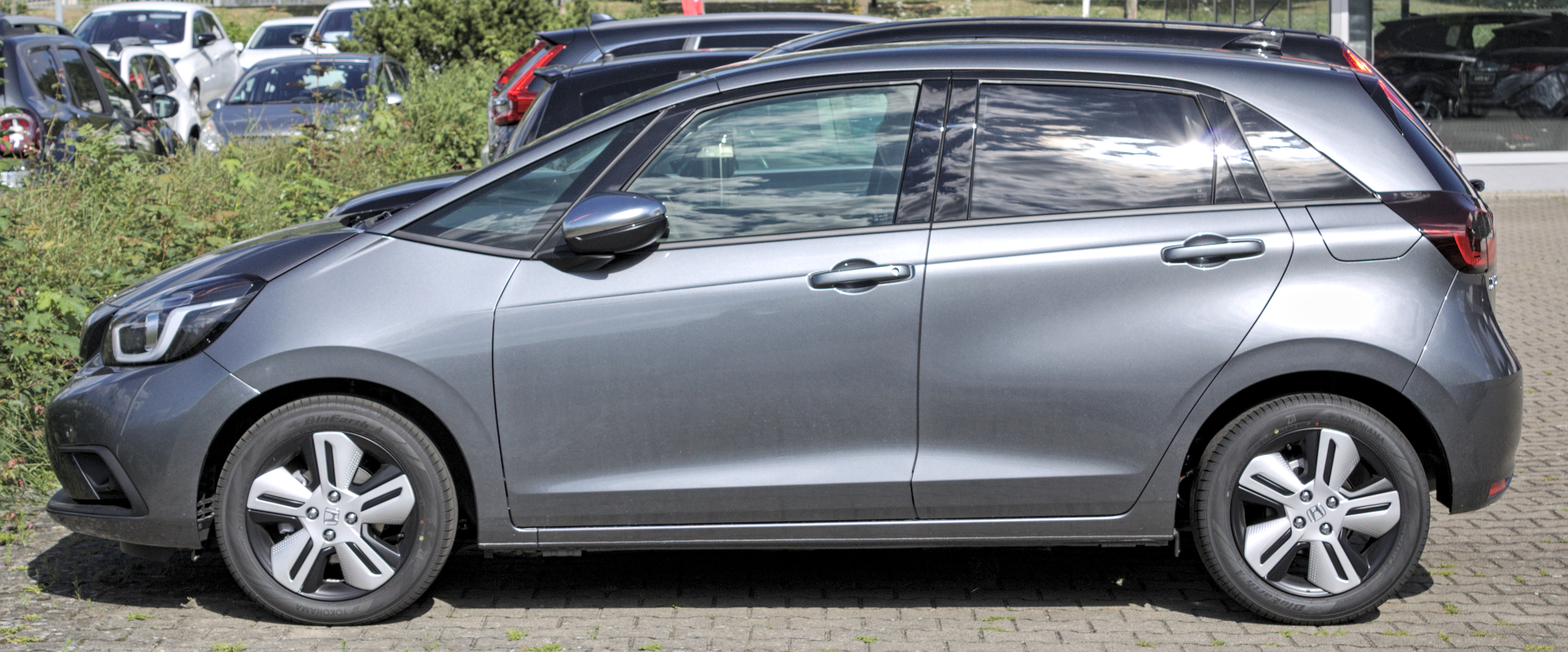
Vue de profil
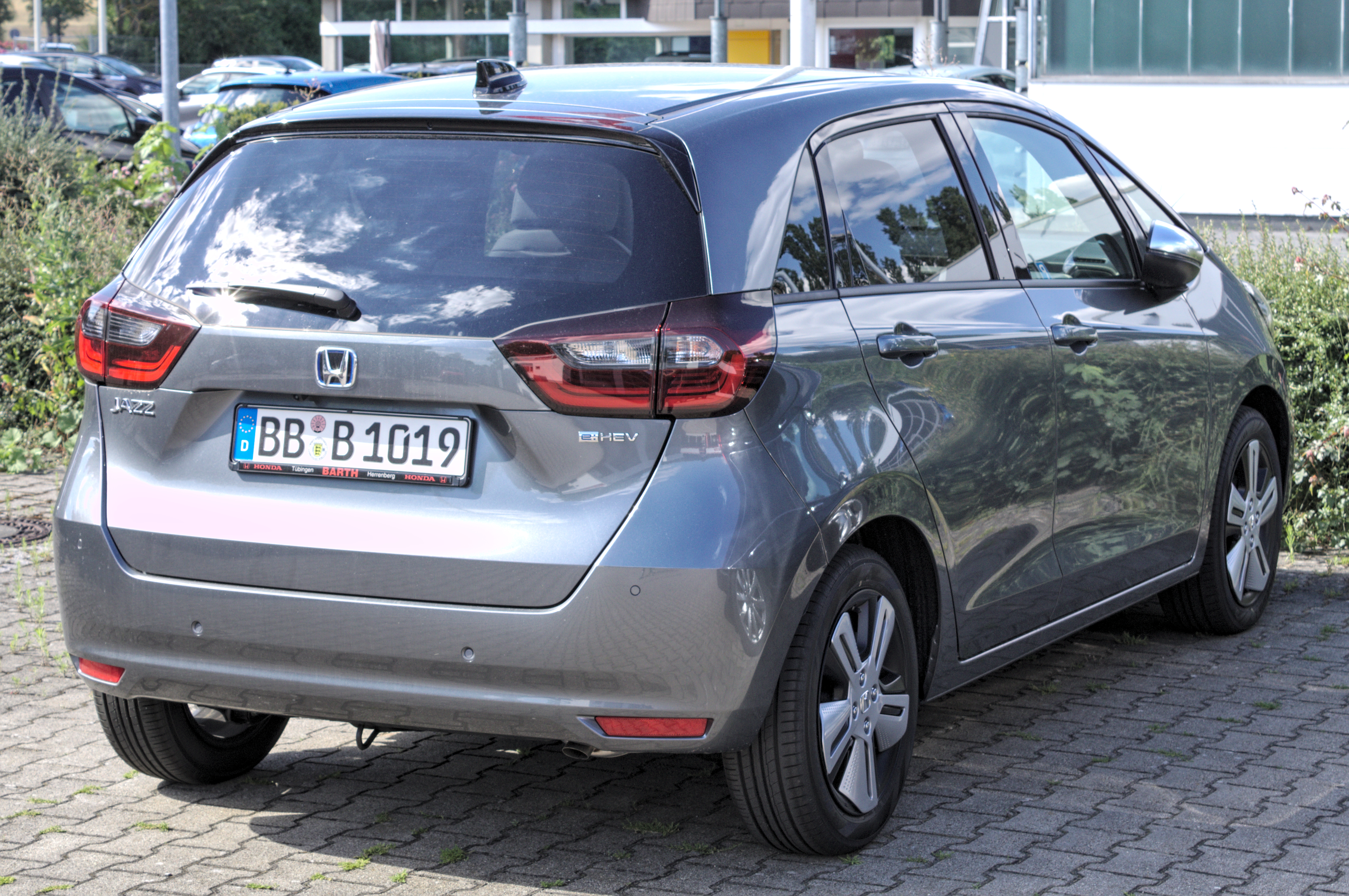
Vue de l'arrière
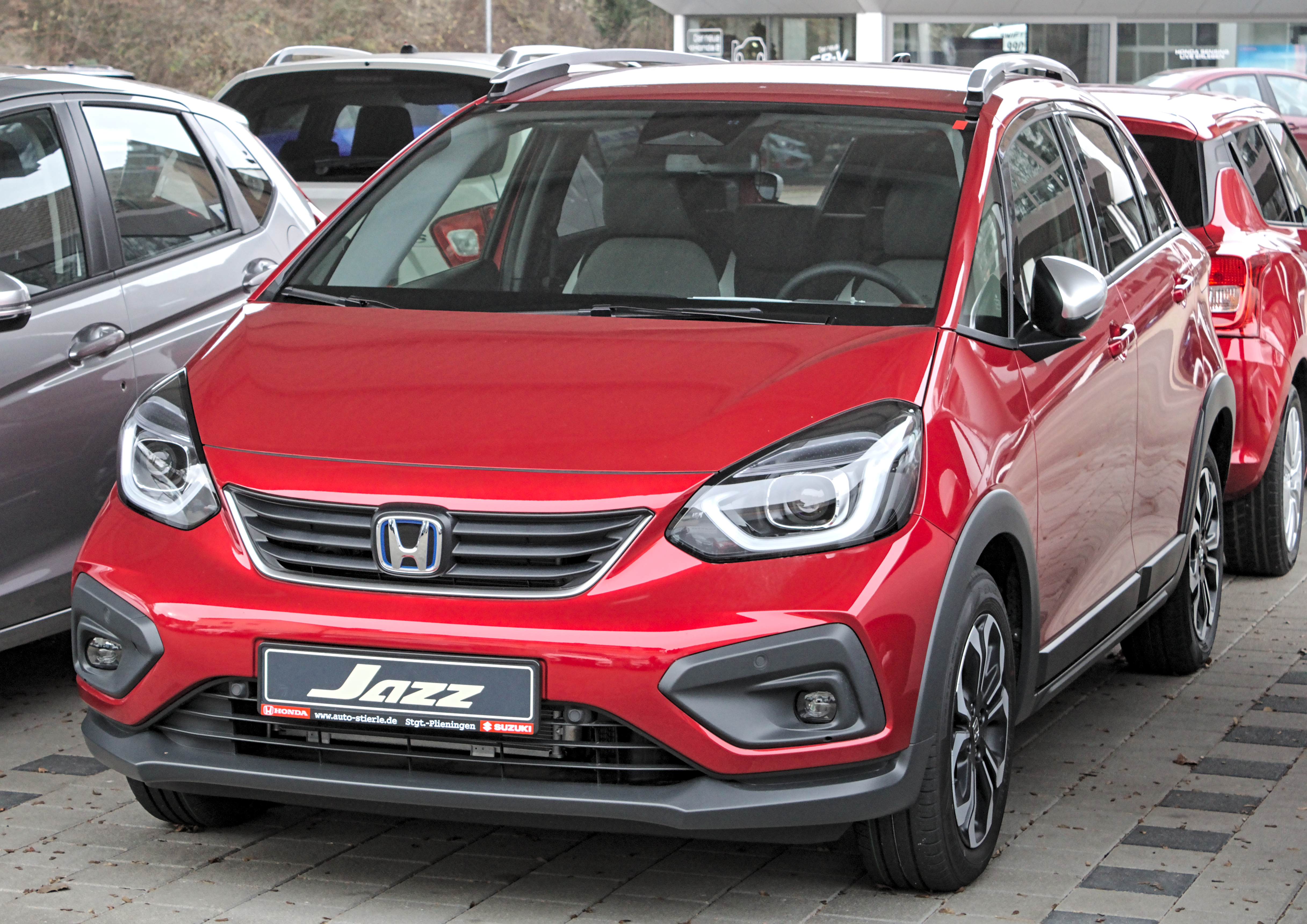
Honda Jazz Crosstar
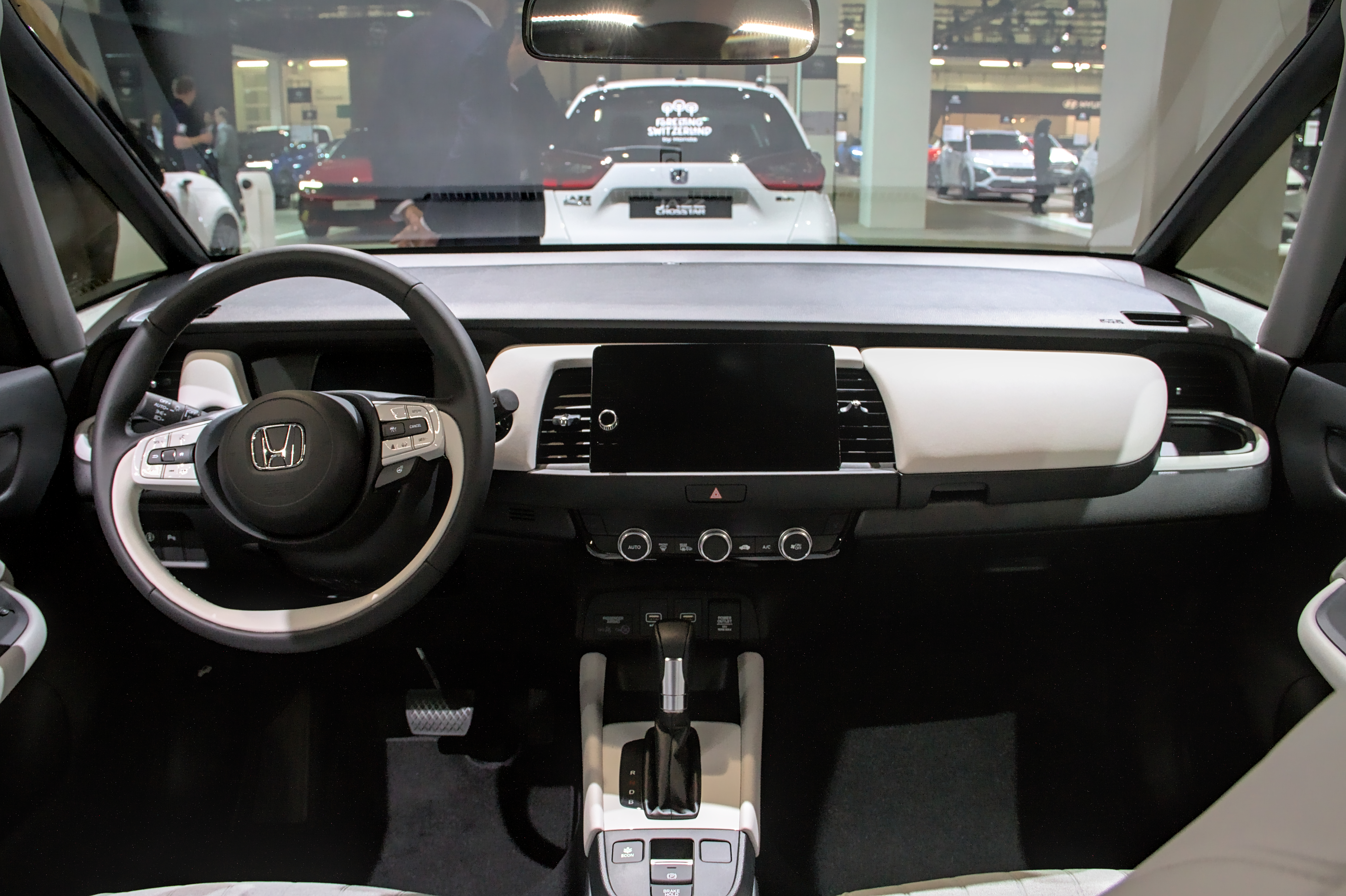
Intérieur

La version européenne restylée est présentée mi-janvier 2023 et commercialisée au second semestre de la même année. Elle entraine de légères retouches cosmétiques, ainsi que l'apparition d'une nouvelle finition Advance Sport, à l'allure plus sportive et à la suspension retravaillée.

### Finitions
- Elegance
- Executive
- Exclusive

### Séries spéciales
- Style (2021)[13]
- Crosstar U.R.B.A.N. (2021)[13]

### Chine
Cette quatrième génération est produite par deux co-entreprises en Chine. D'une part, par Guangqi Honda (joint-venture GAC-Honda) sous le nom Honda Fit. D'autre part, par la joint-venture Dongfeng-Honda, qui commercialise le modèle avec l'appellation Honda Life.

## Autres utilisations de l'appellation Honda Jazz
En plus d'être utilisé sur des automobiles citadines, la dénomination Honda Jazz a été utilisée sur d'autres véhicules par la marque :
- De 1986 à 2001 sur une moto 50cc.
- De 1996 à 2002 au Canada pour désigner un modèle de scooter, le Honda CHF50, dont le design s'inspirait des productions Vespa.
- De 1993 à 1996 au Japon pour désigner une version rebadgée de l'Isuzu MU 3 portes de première génération (commercialisé en Europe sous l'appellation Opel/Vauxhall Frontera Sport notamment.)[14],[15],[16],[17].